# Viva (attrice)
Viva, pseudonimo di Janet Susan Mary Hoffman (Syracuse, 23 agosto 1938), è un'attrice statunitense.
Apparve in alcuni film di Andy Warhol come Cowboy solitari (1968).
Nel 1972 interpretò il breve ruolo della ninfomane Jennifer nel film Provaci ancora, Sam, accanto a Woody Allen.

## Filmografia parziale
- Cowboy solitari (Lonesome Cowboys), regia di Andy Warhol (1968)
- San Diego Surf, regia di Andy Warhol e Paul Morrissey (1968)
- Un uomo da marciapiede (Midnight Cowboy), regia di John Schlesinger (1969)
- Blue Movie, regia di Andy Warhol (1969)
- Lions Love, regia di Agnès Varda (1969)
- Necropolis, regia di Franco Brocani (1970)
- Per 100 chili di droga (Cisco Pike), regia di Bill L. Norton (1972)
- Provaci ancora, Sam (Play It Again, Sam), regia di Herbert Ross (1972)
- Flash Gordon, regia di Mike Hodges (1980)
- Lo stato delle cose (Der Stand der Dinge), regia di Wim Wenders (1982)
- Forbidden Zone, regia di Richard Elfman (1982)
- Paris, Texas, regia di Wim Wenders (1984)
- L'uomo senza volto (The Man Without a Face), regia di Mel Gibson (1993)